# Bahnhof Starnberg

Der Bahnhof Starnberg ist ein Bahnhof in Starnberg in Oberbayern. Er liegt an der Bahnstrecke München–Garmisch-Partenkirchen und wird seit 1972 von der S-Bahn München bedient.

## Geschichte
Bereits 1837 versuchte der Architekt und Bauunternehmer Ulrich Himbsel den damaligen bayerischen König Ludwig I. von der Notwendigkeit einer Eisenbahnverbindung zwischen dem Starnberger See und München zu überzeugen. Er wollte den See damit als Naherholungsgebiet für die Münchner Bürger erreichbar machen. Erst unter Ludwigs Nachfolger König Maximilian II. gelang es Himbsel, eine Genehmigung für den Anschluss Starnbergs an das Eisenbahnnetz zu erlangen. König Maximilian wollte den Bahnhof nutzen, um mit seiner Familie schneller sein Sommerdomizil Schloss Berg zu erreichen. Das machte eine herrschaftliche und repräsentative Gestaltung des geplanten Bahnhofs erforderlich. Das bedeutete neben der Erbauung von Wartesälen für die I., II. und III. Klasse auch einen besonders ausgestatteten Wartesaal für „allerhöchste Herrschaften“, zwei gesonderte Kabinette für den König und seine Gemahlin, sowie ein eigenes königliches Vorzimmer. Der von Friedrich Bürklein entworfene und 1855 fertiggestellte Bahnhof war Endhaltestelle der 1854 eröffneten Bahnstrecke München–Starnberg, der ersten privat finanzierten Eisenbahnstrecke Bayerns. Der Anschluss der Stadt an das Eisenbahnnetz trug erheblich zum rasanten Bevölkerungswachstum Starnbergs bei. Seit 1972 wird der Bahnhof von der S-Bahn München mit der Linie S 6 bedient.

## Das Bahnhofsgebäude heute
Im Erdgeschoss des Baus sind auch heute noch viele Einzelheiten der ursprünglichen äußeren Formgebung zu finden, im Obergeschoss erinnert allerdings nur noch wenig an das ursprüngliche Aussehen des Bahnhofsgebäudes. Auf dem Dach fehlt der Glockenturm. Bis 1864 lagen die Gleise auf der der Stadt zugewandten Seite des Bahnhofs. Die erhalten gebliebene Säulenhalle auf der Nordseite offenbart so ihre frühere Zweckbestimmung als überdachter Wartebereich des Bahnhofs. Erst für die Weiterführung der Gleise nach Tutzing wurde Grund an der Seeseite des Bahnhofs aufgeschüttet.
Der Bahnhof steht unter Denkmalschutz. Seit der Eröffnung des neuen Haltepunkts Starnberg Nord im Jahr 2001 ist die Stadt Starnberg Eigentümer des Bahnhofs.

## Bahnverkehr
Der Bahnhof wird von der Linie S6 der S-Bahn München bedient, die Tutzing mit Ebersberg verbindet, sowie von verschiedenen Linien der Werdenfelsbahn angefahren:
- von der RB6, die von München über Weilheim (Oberbayern) nach Garmisch-Partenkirchen verkehrt
- von der RB65, die München und Weilheim (Oberbayern) sowie Kochel am See verbindet
- von der RB66, die zwischen München und Penzberg verkehrt

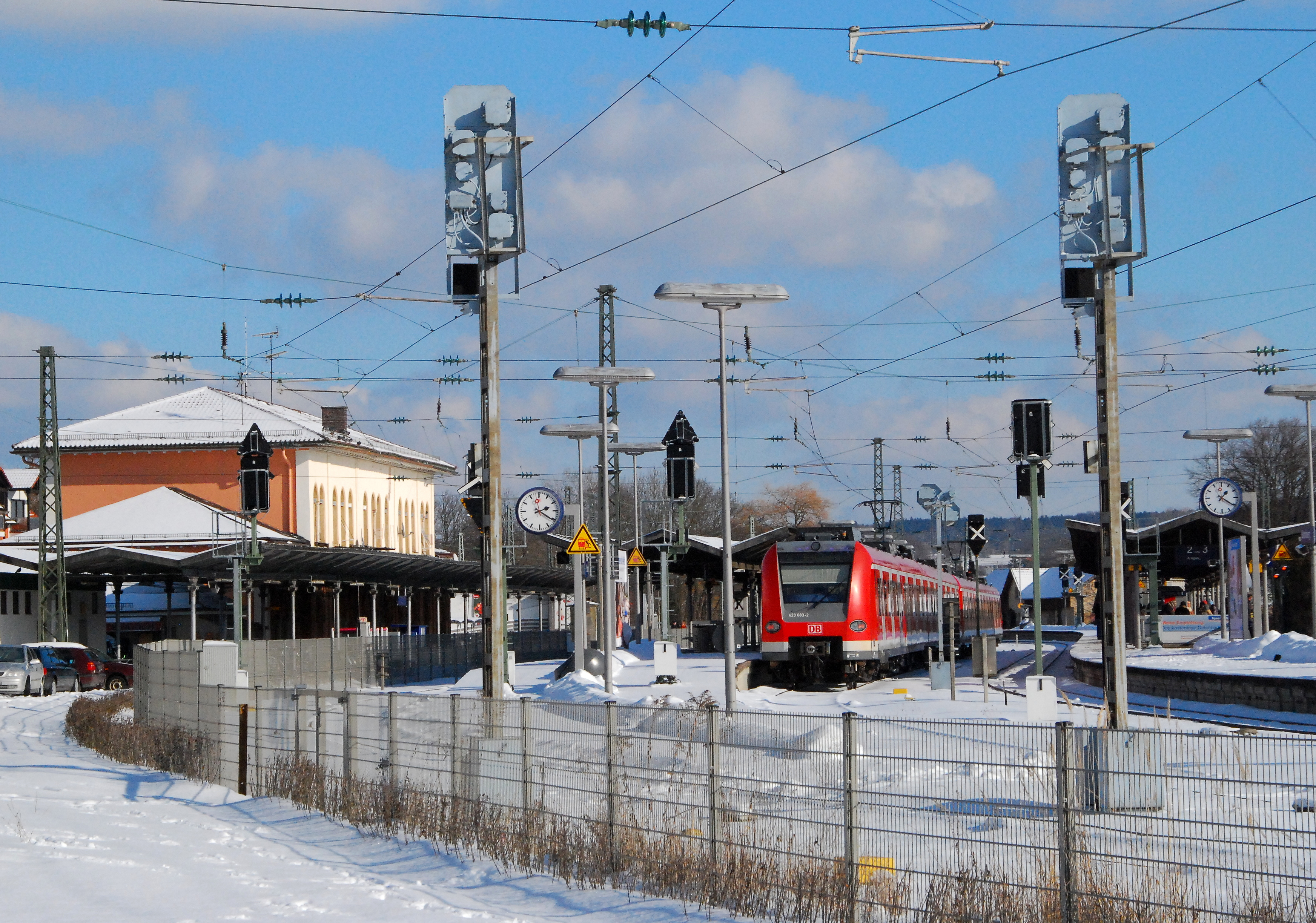
S-Bahn am Bahnhof Starnberg

| Linie | Verlauf | Taktfrequenz    |
| ----- | --- | --------------- |
| S6    | Tutzing – Feldafing – Possenhofen – Starnberg – Starnberg Nord – Gauting – Stockdorf – Planegg – Gräfelfing – Lochham – Westkreuz – Pasing – Laim – Hirschgarten – Donnersbergerbrücke – Hackerbrücke – Hauptbahnhof – Karlsplatz (Stachus) – Marienplatz – Isartor – Rosenheimer Platz – Ostbahnhof – Leuchtenbergring – Berg am Laim – Trudering – Gronsdorf – Haar – Vaterstetten – Baldham – Zorneding – Eglharting – Kirchseeon – Grafing Bahnhof – Grafing Stadt – Ebersberg | 20-Minuten-Takt |

## Zukunftspläne
Es bestehen Pläne, den Bahnhof umzugestalten. Im Dezember 2022 einigten sich die Deutsche Bahn und die Stadt Starnberg nach jahrelangen Verhandlungen in einem Vertrag darauf, die Anzahl der Gleise am Bahnhof von vier auf drei zu reduzieren. Regionalzüge sollen zukünftig nicht mehr am Bahnhof Starnberg, sondern an der Station Starnberg Nord halten. Das Wende- und Abstellgleis für die S-Bahn, das sich derzeit noch am Bahnhof Starnberg befindet, soll etwa einen Kilometer nach Süden, an die Gleistrasse Richtung Tutzing, verlegt werden. Auch die Errichtung eines Betriebsbahnhofs südlich des Bahnhofs Starnberg, der erschlossen werden soll, ist festgelegt. Zudem soll eine Steigerung des Fahrgastkomforts, insbesondere im Hinblick auf Überdachung und den barrierefreien Zugang zu den Bahngleisen, angestrebt werden.

Am 26. Mai 2025 hat der Stadtrat Starnberg mit 22 zu 6 Stimmen beschlossen, mit der Bahn über den vollständigen Wegfall des Bahnhofs am See zu verhandeln. Der komplette Bahnverkehr soll ausschließlich über den Haltepunkt Starnberg-Nord abgewickelt werden. Basis für diesen Beschluss ist ein Vorschlag des Seeanbindungsbeirat, der eine komplette Umgestaltung des Seezugangs vorsieht, in dessen Rahmen auch der bisherige Schiffsanleger wegverlegt werden soll. Die vorstehend beschriebene Variante vom Dezember 2022 soll jedoch als Option aufrechterhalten werden.